# Arturo Lupoli
Arturo Lupoli (ur. 26 czerwca 1987 w Cremonie) – włoski piłkarz występujący na pozycji napastnika.
W swojej karierze rozegrał 162 spotkania i zdobył 27 bramek w Serie B.